# Osos Doosan
Los Osos Doosan (en coreano 두산 베어스, en inglés Doosan Bears) son un equipo de béisbol profesional fundado el 3 de febrero de 1982, es uno de los equipos fundadores del béisbol profesional coreano. Los Osos son miembros de la Organización Coreana de Béisbol, en la cual han logrado 4 títulos del campeonato local, primero fueron patrocinados por la compañía Oriental Brewery por lo cual la franquicia llevaba el nombre de Osos OB. Tienen sede en Seúl en el Estadio de Béisbol Jamsil. 
En 2015, ganan la "Korean Series". Cortando la racha de los Samsung Lions que ya se habían coronado por 4 años consecutivos
4 Títulos locales
1982·1995·2001·2015

## Jugadores
Róster de Doosan Bears actualizado el 31 de agosto de 2013.